# Tsuyoi Kizuna
Singles de Ami Suzuki
Reality/Dancin' in Hip-Hop
(2000) Forever Love
(2004)
Tsuyoi Kizuna (強いキズナ) est un ensemble "CD single + mini-photobook" de la chanteuse Ami Suzuki, sorti le 25 avril 2004 au Japon, édité par la maison d'édition Bungeishunjū. L'ensemble comprend un mini-livre de photos de la chanteuse (un "photobook", au Japon) de 76 pages, de même format qu'un boitier CD, et un maxi CD single contenant deux chansons et leurs versions instrumentales.
Ce disque est auto-produit en "indépendant" par Ami Suzuki elle-même, qui en a écrit les paroles sur une musique du chanteur-compositeur Kiichi Yokoyama. C'est le 13e single de la chanteuse en tout, et son premier disque sans le producteur Tetsuya Komuro qui l'avait lancée en 1998. Il sort près de quatre ans après son dernier disque original en "major" pour Sony Music Japan : le single Reality/Dancin' in Hip-Hop sorti en 2000. Cette période d'inactivité forcée est la conséquence d'un procès pour un problème de droits d'auteurs avec sa précédente agence d'artiste, qui a entrainé une rupture de contrat avec sa précédente maison de disques et l'impossibilité de se faire signer sur un autre label dans les années qui suivront. Stoppée en plein succès, la chanteuse tente donc de repartir de zéro avec ce disque indépendant, commercialisé en tant que livre et non en tant que disque. 
Elle sortira un autre single auto-produit en "indépendant" quatre mois plus tard, Forever Love, avant de signer chez le label avex trax et de reprendre une carrière en "major" avec le single Delightful en 2005.
Longtemps inédite en album, la chanson-titre figurera finalement huit ans plus tard sur la compilation Ami Selection qui sortira fin 2011.

## Liste des titres
Toutes les paroles sont écrites par Ami Suzuki, toute la musique est composée par Kiichi Yokoyama.
| 1. | Tsuyoi Kizuna (強いキズナ)                            | 4:35 |
| 2. | Cinderella Story (シンデレラストーリー)               | 5:02 |
| 3. | Tsuyoi Kizuna (Back Track) (強いキズナ…)              | 4:35 |
| 4. | Cinderella Story (Back Track) (シンデレラストーリー…) | 5:00 |